# Hört, ihr Herrn, und lasst euch sagen

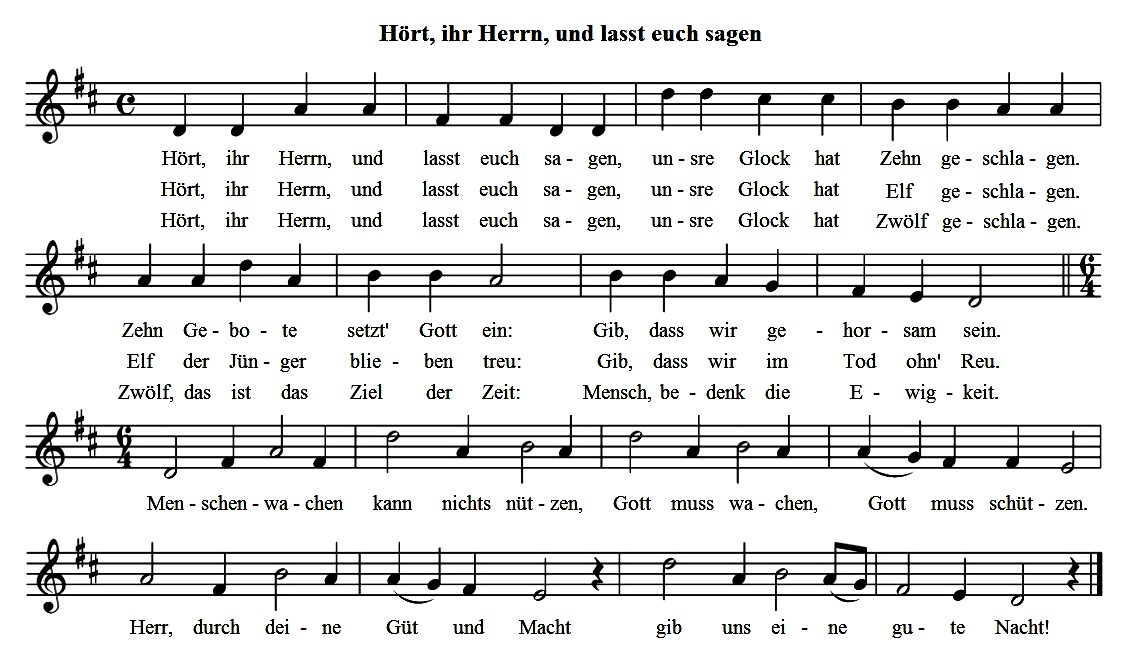
Hört, ihr Herrn, und lasst euch sagen, heutige Form

Hört, ihr Herrn, und lasst euch sagen ist ein deutsches geistliches Volks- und Kinderlied, das auf frühneuzeitlichen Nachtwächterrufen basiert. Text und Melodie lassen sich keinem Verfasser zuordnen. Die heute gebräuchliche Form erhielt das Lied im frühen 20. Jahrhundert.

## Inhalt

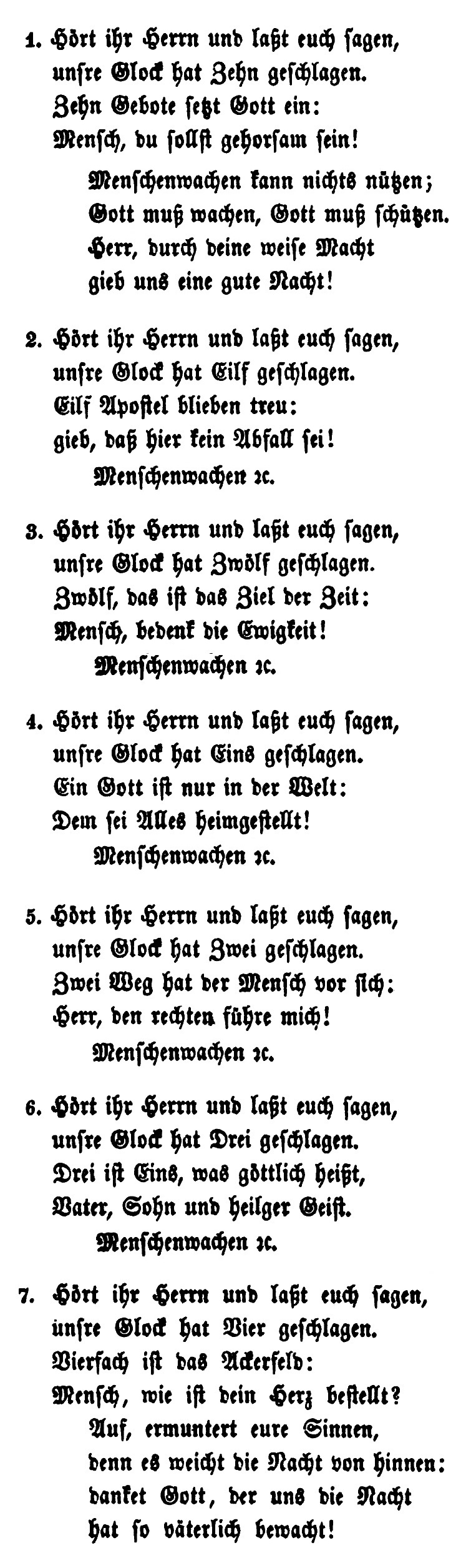
Textedition von Ludwig Erk (1856)

Der Nachtwächter geht durch die Straßen und ruft die Stunden aus. An jede Stundenzahl knüpft er eine biblisch-moralische Deutung, die auf die Vergänglichkeit und auf Gottes Gericht anspielt. Dabei wird die 10 auf die Zehn Gebote, die 11 auf die nach dem Verrat des Judas Iskariot verbleibende Jüngerzahl, die 12 auf das „Ziel der Zeit“, die 1 auf den einen Gott, die 2 auf die „zwei Wege“ (Mt 7,13–14 ), die 3 auf die Dreifaltigkeit und die 4 auf das vierfache Ackerfeld bezogen. Seltener sind auch Strophen zu 8 und 9 Uhr abends vorangestellt, gedeutet auf die acht bei der Sintflut geretteten Menschen (Gen 7,13 ) und die neun geheilten Aussätzigen, die den Dank vergaßen (Lukas 17,11–19 ). Auf jede bis auf die letzte Strophe folgt der gleichlautende Kehrvers:
Menschenwachen kann nichts nützen,

Gott muss wachen, Gott muss schützen.

Herr, durch deine Güt und Macht

gib uns eine gute Nacht.
Der Kehrvers der letzten Strophe nimmt das nahende Ende der Nacht vorweg und bringt den Dank dafür zum Ausdruck, dass diese ohne Schaden vorübergegangen ist:
Alle Sternlein müssen schwinden,

und der Tag wird sich einfinden;

danket Gott, der uns die Nacht

hat so väterlich bedacht.

## Entstehung von Text und Melodie

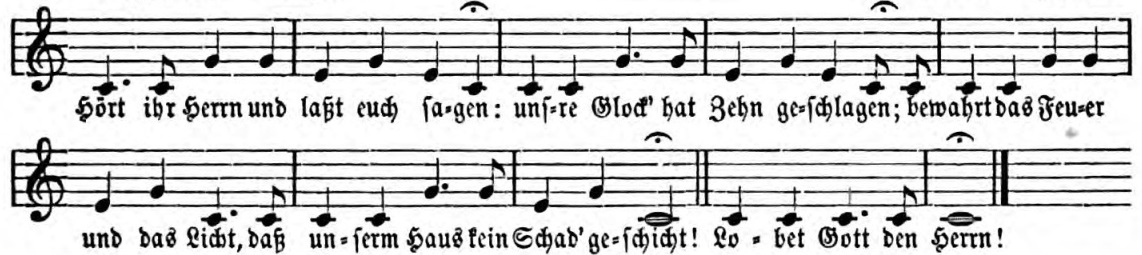
Nachtwächterruf, frühes 19. Jahrhundert

Der Volksliedforscher Franz Magnus Böhme, geboren 1827 in Thüringen, erinnerte sich, dass, als er ein Kind war, in seiner Heimat noch zu jeder Stunde ein Nachtwächterruf erklang; es war ein viermal wiederholtes Dreiklangmotiv, bei dem sich an die Stundenansage die Mahnung anschloss, auf das Feuer zu achten und Brände zu verhüten. In dieser Form, melodisch leicht verändert, begegnet der Nachtwächterruf auch in Richard Wagners Oper Die Meistersinger von Nürnberg (1868).
Das ausgeformte Lied mit religiösen Deutungen zu jeder Stunde und gleichbleibendem Kehrvers findet sich seit dem frühen 19. Jahrhundert in verschiedenen Druckausgaben. Parallel ging die mündliche Tradierung weiter, sodass zahlreiche Textvarianten bestehen. Im Deutschen Liederhort (1894) wird ein norddeutscher (älterer) und ein süddeutscher (jüngerer) Typ unterschieden.
Zum norddeutschen Überlieferungstyp gehört eine vierertaktige, verschiedentlich mit Melismen ausgezierte, zum süddeutschen eine dreiertaktige Melodie. Beide haben deutliche Ähnlichkeit mit dem schlichten Dreiklangs-Nachtwächterruf, übersteigen ihn jedoch bis zur Oberoktave. Als verwandt gilt eine Kirchenlied-Melodie, die 1731 im Nürnberger Gesangbuch mit dem Text Sollt es gleich bisweilen scheinen abgedruckt ist sowie in anderer Fassung in Angelus Silesius’ Geistlicher Seelen-Lust (1668) mit dem Text Ach wenn kommt die Zeit heran.
Erst nach Erscheinen der 1894er Ausgabe des Deutschen Liederhorts wurden die vierertaktige und die dreiertaktige Melodie so verbunden, dass die erste zur Strophe, die zweite zum Kehrvers gesungen wird. So findet sich das Lied in allen neueren Sammlungen.
Quelle

## Rezeption
Adelbert von Chamisso schuf im Jahr 1826 eine auf die Jesuiten gemünzte Parodie des Nachtwächterliedes im Geist der Aufklärung.